# Gran Premio Miguel Indurain 2022
Il Gran Premio Miguel Indurain 2022, sessantacinquesima edizione della corsa e ventitreesima con questa denominazione, valevole come sedicesima prova dell'UCI ProSeries 2022 categoria 1.Pro, si è svolta il 2 aprile 2022 su un percorso di 190 km, con partenza e arrivo a Estella, in Spagna. La vittoria fu appannaggio del francese Warren Barguil, il quale completò il percorso in 4h57'49", alla media di 38,279 km/h, precedendo il russo Aleksandr Vlasov e l'australiano Simon Clarke.

## Squadre e corridori partecipanti
| N.      | Cod. | Squadra               |
| ------- | ---- | --------------------- |
| 1-7     | MOV  | Movistar Team         |
| 11-16   | AST  | Astana Qazaqstan Team |
| 21-27   | BOH  | Bora-Hansgrohe        |
| 31-37   | TBV  | Bahrain Victorious    |
| 41-46   | COF  | Cofidis               |
| 51-57   | ACT  | AG2R Citroën Team     |
| 61-67   | LTS  | Lotto Soudal          |
| 71-76   | IPT  | Israel-Premier Tech   |
| 81-87   | UAD  | UAE Team Emirates     |
| 92-97   | TFS  | Trek-Segafredo        |
| 101-107 | BBH  | Burgos-BH             |

| N.      | Cod. | Squadra                       |
| ------- | ---- | ----------------------------- |
| 111-116 | HPM  | Human Powered Health          |
| 121-127 | CJR  | Caja Rural-Seguros RGA        |
| 131-137 | EKP  | Equipo Kern Pharma            |
| 141-147 | EOK  | Eolo-Kometa Cycling Team      |
| 151-157 | ARK  | Team Arkéa-Samsic             |
| 161-167 | TEN  | TotalEnergies                 |
| 171-177 | TNN  | Team Novo Nordisk             |
| 181-187 | EUS  | Euskaltel-Euskadi             |
| 191-197 | MAN  | Manuela Fundación Continental |
| 201-207 | GCT  | Glassdrive Q8 Anicolor        |

## Ordine d'arrivo (Top 10)
| Pos. | Corridore         | Squadra       | Tempo    |
| ---- | ----------------- | ------------- | -------- |
| 1    | Warren Barguil    | Arkéa         | 4h57'49" |
| 2    | Aleksandr Vlasov  | Bora          | s.t.     |
| 3    | Simon Clarke      | Israel        | s.t.     |
| 4    | Alexis Vuillermoz | TotalEnergies | s.t.     |
| 5    | Andrea Vendrame   | AG2R          | s.t.     |
| 6    | Pierre Latour     | TotalEnergies | s.t.     |
| 7    | Ion Izagirre      | Cofidis       | s.t.     |
| 8    | Marc Hirschi      | UAE           | s.t.     |
| 9    | C. Champoussin    | AG2R          | s.t.     |
| 10   | Gorka Izagirre    | Movistar      | s.t.     |